# Mecerreyes
Mecerreyes – gmina w Hiszpanii, w prowincji Burgos, w Kastylii i León, o powierzchni 59,63 km². W 2011 roku gmina liczyła 298 mieszkańców.